# Hassan Chahine
Pour les articles homonymes, voir Chahine.
Hassan Chahine, né en 1960, est un athlète marocain.

## Palmarès
| Date | Compétition            | Lieu     | Résultat | Épreuve           | Performance |
| ---- | ---------------------- | -------- | -------- | ----------------- | ----------- |
| 1989 | Championnats d'Afrique | Lagos    | 2e       | Lancer du marteau | 66,86 m     |
| 1989 | Championnats panarabes | Lagos    | 3e       | Lancer du marteau | 67,30 m     |
| 1990 | Championnats d'Afrique | Le Caire | 2e       | Lancer du marteau | 66,98 m     |